# (6044) Hammer-Purgstall
(6044) Hammer-Purgstall (1991 RW4) – planetoida z pasa głównego asteroid okrążająca Słońce w ciągu 4,63 lat w średniej odległości 2,77 j.a. Odkryta 13 września 1991 roku.